# Синиша Ковачевић
Синиша Ковачевић (Шуљам, код Сремске Митровице, 30. мај 1954) српски је драмски писац, универзитетски професор и политичар. Предаје на Академији уметности. Био је народни посланик и потпредседник Народне странке.

## Биографија
Завршио је драматургију на Факултету драмских уметности у Београду.
Редовни је професор Академије уметности на предмету Драматургија.
Пише за позориште, филм и ТВ. Режирао у праизведби своја позоришна дела: Вирус, Краљевић Марко, Јанез, Велика драма, Зечији насип, као и филм Синовци.
Његова дела су преведена на македонски, руски, енглески и немачки језик.
Ковачевић је био члан председништва Демократске странке Србије, након напуштања те странке основао је Српски отаџбински фронт којем је председник. Од октобра 2017. године је један од потпредседника Народне странке. Децембра 2023. поднео је оставку на функцију потпредседнике Народне, након веома лошег изборног резултата странке.
Ожењен је глумицом Љиљаном Благојевић, са којом има ћерку Калину Ковачевић, такође глумицу. Живи и ради у Београду.

## Награде
- Награда „Бранислав Нушић”, за драму Рави, 1988.
- Награда „Бранислав Нушић”, за драму Свети Сава, 1989.
- Стеријина награда за текст савремене драме, за Ново је доба, 1989.
- Стеријина награда за текст савремене драме, за Ђенерал Милан Недић, 1992.
- Награда „Никола Пеца Петровић”, 1994.
- Стеријина награда за текст савремене драме, за драму Јанез, 1995.
- Награда „Драгиша Кашиковић”, за текст Велика драма, 2004.
- Награда „Браћа Карић”, 2008.
- Вукова награда, 2012.
- Награда „Борисав Станковић”, за роман Године врана, 2019.

## Дела

### Позоришне драме
- Ђенерал Милан Недић
- Ново је доба
- Свети Сава
- Последња рука пред фајронт
- Српска драма
- Вирус
- Велика драма
- Краљевић Марко
- Јанез
- Рави
- Зечији насип
- Чудесни

### ТВ драме
- Портрет Илије Певца
- Мала шала
- Свечана обавеза
- Горки плодови

### Филмски сценарији
- Држава мртвих
- Боље од бекства
- Најбољи
- Највише на свету целом
- Синовци